# Nikolaus Gerbelius
Nikolaus Gerbel (Nicolaus Gerbellius, Nicolas Gerbel) (Pforzheim, 1485 - † Estrasburgo, 20 de janeiro de 1560) foi um humanista, jurista e doutor em leis alemão.
Nikolaus Gerbel fazia parte de um círculo de literatos que viveu em Estrasburgo. Notabilizou-se devido a sua amizade com Martinho Lutero, sua correspondência com Erasmo de Rotterdam e Philipp Melanchthon e seu apoio a Johann Reuchlin na Controvérsia de Pfefferkorn-Reuchlin.
Nasceu em Pforzheim, na Floresta Negra e estudou na Universidade de Viena (1502–1505), na Universidade de Colônia (1505–1506), na Universidade de Tübingen (1508–1512) e posteriormente na Universidade de Bologna.
Ele foi o autor de três panfletos contra Thomas Murner (1475-1537) e suposto autor de uma sátira Eccius Dedolatus contra Johannes Eck, usando o pseudônimo de Johannfranciscus Cottalembergius.
Publicou diversas obras de geografia em grego arcaico (Descriptio Graeciae) e sobre a História de Roma.

## Obras
- "Carolus", maio 1520
- "Huttenus captivus", outubro 1520
- Oratio ad Carolum maximum... et Germaniæ principes pro Ulricho Hutteno... et Martino Luthero, fevereiro 1521
- Metamorfoses de Ovídio
- Comédias de Terêncio
- Vida dos Sofistas de Filóstrato
- Conjuração de Catilina, de Salústio
- Noites Áticas, de Aulo Gélio
- De natura locorum de Alberto Magno
- Anabase de Arriano, 1539
- Alexandra de Licofrão, 1542
- Les Chiliades, de Jean Tzétzès, 1546
- De Cæsaribus et imperatoribus Romanis, de João Cuspiniano, 1540
- Fasti consulares
- Nicolai Gerbelij in descriptionem Græciæ Sophiani præfatio ; segunda edição, 1550
- Nicolai Gerbelij Phorcensis pro declaratione picturæ sive descriptionis Græciæ Sophiani